# Ahmat Hyvinkää
Le Ahmat Hyvinkää est un club de hockey sur glace de Hyvinkää en Finlande. Il a évolué en Suomi-sarja après avoir joué en Mestis.

## Historique
En 1987, le Ahmat arrive en Suomi-Sarja. L'équipe fait partie de la Mestis, le second plus haut échelon du hockey finnois, dès 1996, pendant les deux premières années dans cette ligue, l'équipe arrive dans les dernières places du classement et doit passer par la ronde de relégation, mais ne se fait pas reléguer dans les deux cas. L'histoire fut différente l'année suivante, puisqu'elle fut reléguée, mais resta tout de même en Mestis. Ce maintien lui permet de faire l'une de ses deux apparitions en quart de finale, mais ils furent éliminés. Ils passèrent une année sans faire les séries puis ils font une dernière apparition en quart de finale où ils furent encore éliminés. En 2003-2004, l'équipe finit dernière du classement général et est reléguée, l'équipe passa une année en Suomi-sarja avant de mettre fin à ses activités, cependant, les équipes juniors sont encore actives.

## Statistiques par saison
| Saison    | PJ | V  | D  | N | BP  | BC  | Classement | Séries éliminatoires | Ligue       |
| --------- | -- | -- | -- | - | --- | --- | ---------- | -------------------- | ----------- |
| 1987–1988 | 28 | 14 | 12 | 2 | 173 | 168 | 5          |                      | Suomi-sarja |
| 1996–1997 | 44 | 20 | 17 | 7 | 153 | 137 | 7          |                      | Mestis      |
| 1997–1998 | 44 | 10 | 26 | 8 | 106 | 153 | 11         |                      | Mestis      |
| 1998–1999 | 48 | 11 | 29 | 8 | 112 | 172 | 12         |                      | Mestis      |
| 1999–2000 | 48 | 17 | 29 | 2 | 154 | 185 | 11         |                      | Mestis      |
| 2000–2001 | 44 | 16 | 24 | 4 | 134 | 170 | 8          |                      | Mestis      |
| 2001–2002 | 44 | 17 | 23 | 4 | 138 | 166 | 10         |                      | Mestis      |
| 2002–2003 | 44 |    |    |   | 153 | 152 | 7          |                      | Mestis      |
| 2003–2004 | 45 |    |    |   | 103 | 157 | 12         |                      | Mestis      |
| 2004–2005 |    |    |    |   |     |     |            |                      | Suomi-sarja |

## Joueurs connus
- Timo Blomqvist
- Juha Kaunismäki
- Mika Oksa
- Mikko Strömberg
- Lauri Tukonen
- Mikko Viitanen